# Puente del Cristo de la Expiración
Puente del Cristo de la Expiración (ook wel Puente del Cachorro genoemd) is een brug over de Guadalquivir in de Spaanse stad Sevilla. De brug werd in 1991 gebouwd naar aanleiding van de Expo '92.
Het is een ontwerp van José Luis Manzanares Japón geïnspireerd op de Pont Alexandre-III in Parijs. De grootste overspanning is 130 meter.
Van noord naar zuid: Alamillobrug · Puente de la Barqueta · Pasarela de la Cartuja · Puente del Cristo de la Expiración · Puente de Isabel II · Puente de Alfonso XIII (voormalig) · Puente de San Telmo · Puente de los Remedios · Puente del V Centenario